# Mahamed Zakariyev
Mahamed Zakariyev –en ucraniano, Магамед Закарієв– (19 de julio de 1997) es un deportista ucraniano que compite en lucha libre. Ganó una medalla de bronce en el Campeonato Mundial de Lucha de 2021, en la categoría de 97 kg.

## Palmarés internacional
| Campeonato Mundial | Campeonato Mundial | Campeonato Mundial | Campeonato Mundial |
| Año                | Lugar              | Medalla            | Categoría          |
| ------------------ | ------------------ | ------------------ | ------------------ |
| 2021               | Oslo (Noruega)     | Medalla de bronce  | 97 kg              |